# Кройторі
Кройторі (рум. Croitori) — село у повіті Димбовіца в Румунії. Входить до складу комуни Улієшть.
Село розташоване на відстані 56 км на захід від Бухареста, 38 км на південь від Тирговіште, 130 км на схід від Крайови, 121 км на південь від Брашова.

## Населення
За даними перепису населення 2002 року у селі проживали 963 особи, з них 962 особи (99,9%) румунів. Рідною мовою 961 особа (99,8%) назвала румунську.